# Airdrop

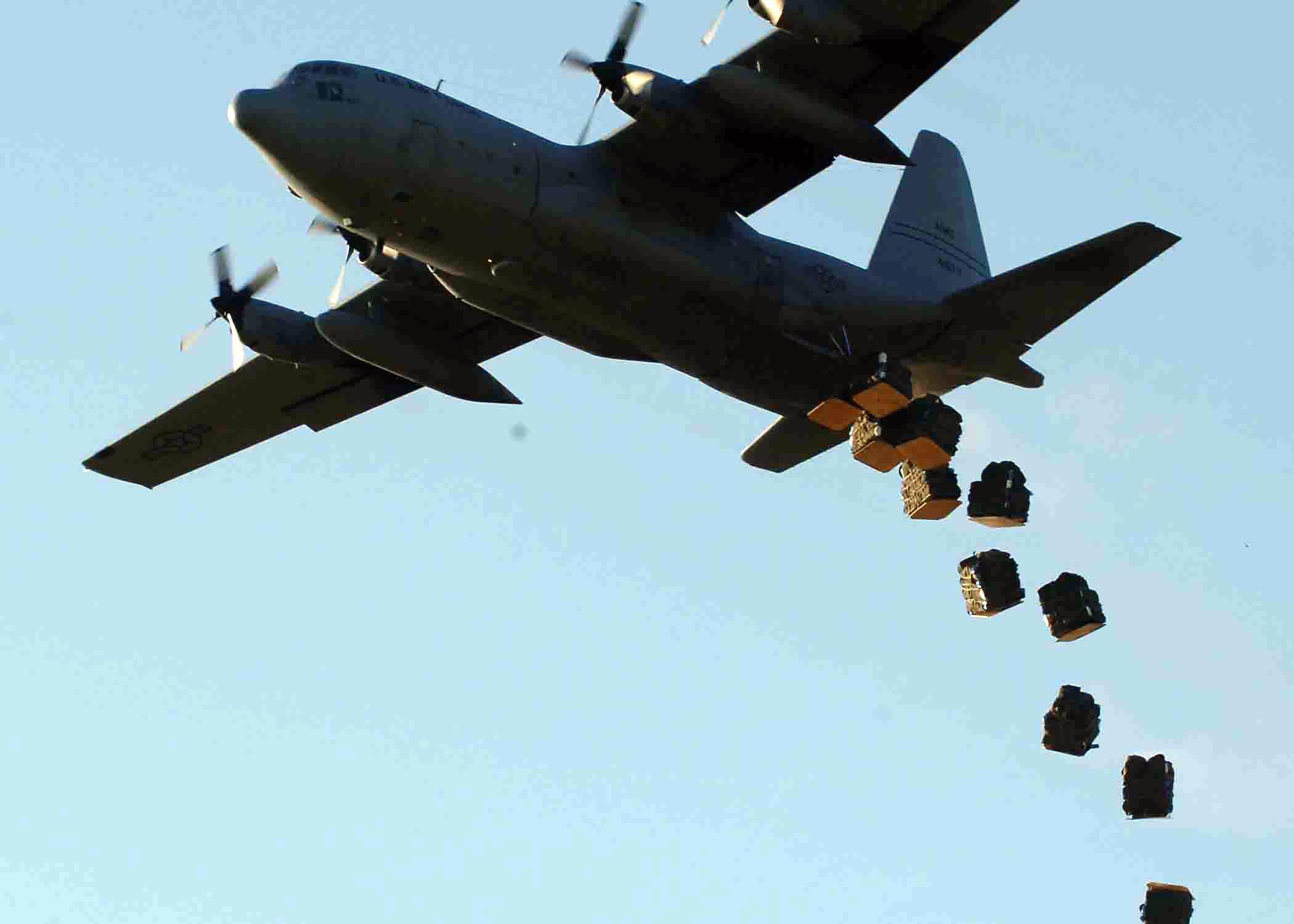
Varie fasi dell'airdtop: sgancio del carico

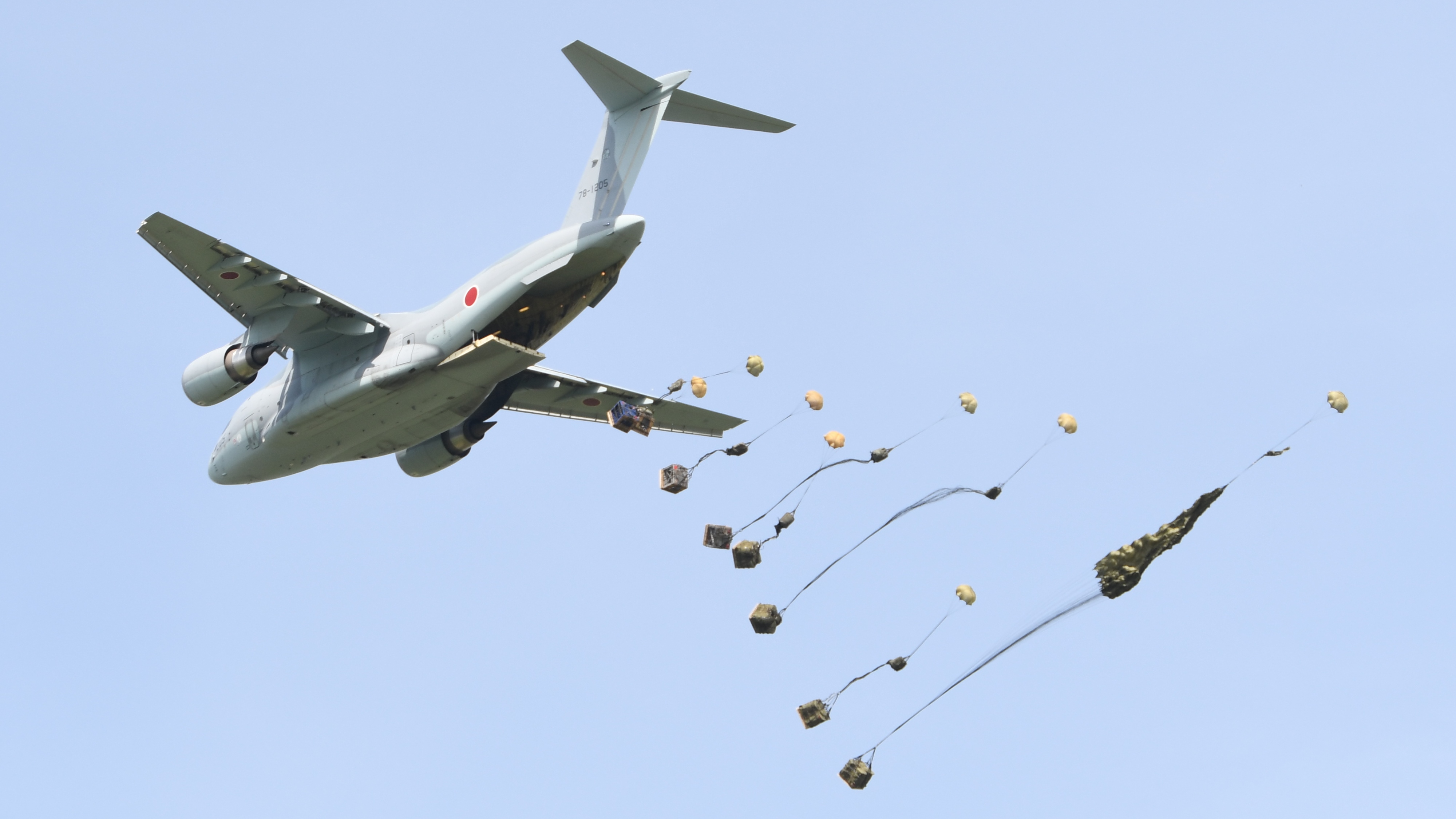
Apertura dei paracaduti

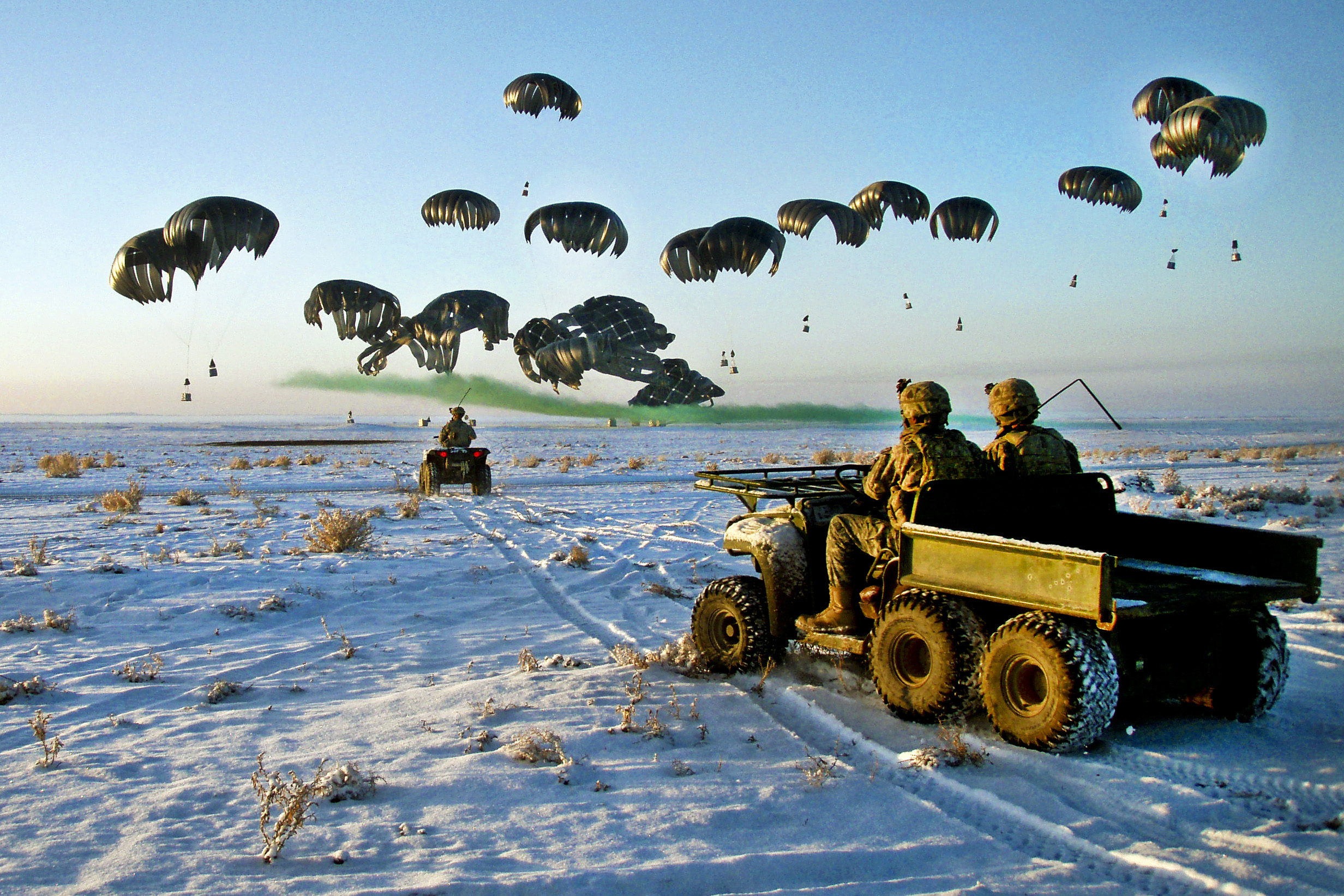
Atterraggio

L'airdrop (letteralmente in italiano lancio aereo o rifornimento aereo) è un tipo di ponte aereo in cui materiale, tra cui armi, rifornimenti, aiuti umanitari o volantini, vengono consegnati e lanciati da aerei militari o civili in volo senza atterrare.
Questo sistema è stato adoperato in maniera massiccia durante la seconda guerra mondiale da parte delle forze aviotrasportate, per rifornire le truppe dislocate in posti altrimenti inaccessibili via terra o acqua.

## Descrizione
I primi lanci aerei venivano effettuati lasciando cadere i materiali aviotrasportati dagli aerei. Successivamente, venne adoperate piccole casse dotate di paracadute che venivano spinte fuori dalle porte di carico laterali dell'aereo. In seguito, gli aerei cargo furono progettati con rampe di accesso posteriori, abbassabili in volo, che consentivano di poter caricare e lanciare grandi quantitativi di materiale.
Man mano che gli aerei diventavano più grandi, l'aeronautica e l'esercito degli Stati Uniti svilupparono ulteriormente questo sistema, consentendo la consegna di veicoli come carri armati leggeri, veicoli corazzati e rifornimenti alle truppe di terra. I volantini di propaganda sono un altro oggetto comunemente lanciato via airdrop.
Questo sistema aviotrasporto è stato poi impiegato in operazioni umanitarie, per rifornire di cibo e materiale medico le popolazioni in zone impervie non accessibile in alto modo durante guerre, disastri naturali o crisi umanitaria.